# Clash (журнал)
Clash або Clash Magazine — шотландський музичний журнал, заснований 2004 року.
Розважальний журнал Clash створено 2004 року в Данді, Шотландія. Засновники видання Джон О'Рурк та Джон Пол Кітчінг намагалися створити журнал, який поєднував би риси щомісячника The Face, що пише про культуру, музику та моду, і музичного тижневика New Musical Express. 2004 року на церемонії PPA Scottish Magazine Awards, що проводила місцева Асоціація видавців періодичних видань (англ. Periodical Publishers Association), Clash було визнано найкращим новим журналом року.
Протягом наступних років незалежний журнал виходив близько 10 разів на рік. У вересні 2008 року Clash Magazine отримав грант від шотландського уряду на створення власного сайту Clashmusic.com. За декілька місяців Clash було визнано «Журналом 2008 року» та «Найкращим споживчим журналом року» в Шотландії за версією PPA.
2024 року вийшов 128-й номер Clash, присвячений його 20-річчю. Журнал є частиною групи Clash Music, до якої окрім Clash Magazine входять вебсайт ClashMusic.com та концертна агенція Clash Live Events.
В журналі та на сайті публікуються рецензії на музичні альбоми, для оцінки яких починаючи з 2014 року (№ 93) використовується десятибальна шкала. Наприклад, оцінка 7/10 означає «Дуже хороший альбом із високим контролем якості в усіх сферах. Альбом, до якого варто повертатися для повторних прослуховувань, кожне з яких таке ж приємне, як і попереднє. Можливо, це не є проривом, але виконання на висоті. Для правильних вух це альбом року у своїй галузі. Можливо, запис є трохи суперечливим, але з правильної причини — тому, що він пропонує щось несподіване».